# Nodul rutier Englos
Nodul rutier Englos este un nod rutier situat pe teritoriul comunelor Englos și Sequedin, la vest de Lille, în departamentul Nord. Este format dintr-un ansamblu de bretele de legătură. Nodul rutier permite conectarea autostrăzii A25 la RN 41 și la șoseaua de centură nord-vest (M652), precum și deservirea localităților Englos, Ennetières-en-Weppes, Hallennes-lez-Haubourdin, Sequedin și Lomme.

## Drumuri deservite
- A 25: Axa Lille - Dunkerque (ieșirile 6 și 7)
- RN 41: spre Lens și La Bassée
- Șoseaua de centură nord-vest (RM 652, fostă RN 352): spre nordul aglomerației Lille
- RM 952 (fostă RN 352): deservirea Englos, Ennetières-en-Weppes, Hallennes-lez-Haubourdin, Sequedin și Lomme